# Valencia (Negros Oriental)
Valencia is een gemeente in de Filipijnse provincie Negros Oriental. Bij de laatste census in 2007 had de gemeente bijna 28 duizend inwoners.

## Geografie

### Bestuurlijke indeling
Valencia is onderverdeeld in de volgende 24 barangays:
| - Apolong - Balabag East - Balabag West - Balayagmanok - Balili - Balugo - Bongbong - Bong-ao - Calayugan - Cambucad - Dobdob - Jawa | - Caidiocan - Liptong - Lunga - Malabo - Malaunay - Mampas - Palinpinon - North Poblacion - South Poblacion - Puhagan - Pulangbato - Sagbang |

## Demografie
Valencia had bij de census van 2007 een inwoneraantal van 27.933 mensen. Dit zijn 3.568 mensen (14,6%) meer dan bij de vorige census van 2000. De gemiddelde jaarlijkse groei komt daarmee uit op 1,90%, hetgeen lager is dan het landelijk jaarlijks gemiddelde over deze periode (2,04%).